# Palacio de los Deportes (Bogotá)
El Palacio de los Deportes (también conocido, coloquialmente, como el Palacio de los Deportes de Bogotá) es un coliseo cubierto con modernas instalaciones que puede albergar importantes torneos deportivos profesionales como de aficionados. Se encuentra dentro del espacio físico del Parque Metropolitano Simón Bolívar; específicamente, en la Avenida Calle 63 con Transversal 47 en el noroccidente de Bogotá, y se utiliza como espacio ideal para eventos culturales, empresariales, teatrales y musicales.
Su capacidad es de 5000 espectadores, y entre sus instalaciones se cuentan: camerinos, palcos especiales, salón de reuniones, silletería, plazoleta de comidas, baños, teléfonos y puestos de emergencias. Además, un parqueadero para 800 vehículos.
En comparación con otros coliseos de la ciudad, este es de menor capacidad al promedio, y está acompañado justo a su lado por el Complejo Acuático Simón Bolívar. Fue la sede para sus partidos de local del equipo Saeta FSC, que juega la Liga Colombiana de Fútbol Sala, además del equipo Ángeles Bogotá para la Copa Profesional de Microfútbol, así como la fase clasificatoria para el grupo mundial de la Copa Davis 2019 y 2020.

## Eventos
Hoy en día este complejo es más utilizado para organizar conciertos debido a la versatilidad del lugar. Entre los artistas que se han presentado en este recinto se encuentran: 
| Artista                                                                                | Fecha                    |
| -------------------------------------------------------------------------------------- | ------------------------ |
| Los Fabulosos Cadillacs                                                                | 20 de agosto de 1995     |
| Tears for Fears                                                                        | 14 de julio de 1996      |
| Soda Stereo                                                                            | 30 de noviembre de 1996  |
| Laura Pausini                                                                          | 6 de junio de 1997       |
| Fiesta Colegio Emmanuel d'Alzon                                                        | 16 de mayo de 1997       |
| Miguel Mateos                                                                          | 26 de marzo de 1999      |
| Gustavo Cerati                                                                         | 28 de mayo de 2000       |
| Therion                                                                                | 10 de julio de 2001      |
| Helloween                                                                              | 25 de junio de 2001      |
| Dimmu Borgir, Ethereal y Anima                                                         | 20 de agosto de 2001     |
| Yngwie Malmsteen y Tom Abella                                                          | 29 de septiembre de 2001 |
| Children of Bodom                                                                      | 19 de noviembre de 2001  |
| Kreator, Destruction y Neurosis                                                        | 7 de septiembre de 2002  |
| Rosario Flores                                                                         | 6 de noviembre de 2002   |
| Mayhem y Sinister                                                                      | 24 de marzo de 2003      |
| Therion                                                                                | 23 de agosto de 2004     |
| Enrique Bunbury                                                                        | 28 de agosto de 2004     |
| Alan Parsons Project                                                                   | 5 de febrero de 2005     |
| Barón Rojo y Quiet Riot                                                                | 5 de febrero de 2005     |
| The White Stripes y Sexy Lucy                                                          | 21 de mayo de 2005       |
| Tiziano Ferro                                                                          | 30 de junio de 2005      |
| Good Charlotte y Tres de Corazón                                                       | 22 de septiembre de 2005 |
| Incubus                                                                                | 29 de noviembre de 2005  |
| Dream Theater                                                                          | 26 de febrero de 2006    |
| Manu Chao                                                                              | 8 y 9 de marzo de 2006   |
| The Rasmus                                                                             | 4 de abril de 2006       |
| Slayer y Masacre                                                                       | 15 de septiembre de 2006 |
| Kraken                                                                                 | 6 de diciembre de 2006   |
| Aterciopelados, Don Tetto, El Sie7e, The Black Cat Bone y Zona Cero                    | 20 de diciembre de 2006  |
| Deftones, Injury y Raíz                                                                | 6 de febrero de 2007     |
| Placebo y Pornomotora                                                                  | 22 de marzo de 2007      |
| Blind Guardian                                                                         | 31 de marzo de 2007      |
| Symphony X & Sigma                                                                     | 19 de junio de 2007      |
| Totó la Momposina                                                                      | 9 de agosto de 2007      |
| Bjork y La Fábrica                                                                     | 17 de noviembre de 2007  |
| Testament                                                                              | 25 de mayo de 2008       |
| Muse y The Hall Effect                                                                 | 20 de julio de 2008      |
| Joe Satriani                                                                           | 8 de agosto de 2008      |
| Joan Manuel Serrat                                                                     | 12 de noviembre de 2008  |
| Mägo de Oz                                                                             | 15 de octubre de 2009    |
| Café Tacuba                                                                            | 3 de julio de 2009       |
| Ángeles del Infierno, Soziedad Alkoholika, Masacre y 1280 Almas                        | 9 de octubre de 2009     |
| José Luis Perales                                                                      | 4 de noviembre de 2009   |
| Ska-P                                                                                  | 13 de noviembre de 2009  |
| P.O.D.                                                                                 | 17 de abril de 2010      |
| Slash y Alfonso Espriella                                                              | 2 de abril de 2011       |
| 30 Seconds to Mars y Nicer Dicers                                                      | 4 y 6 de abril de 2011   |
| Slayer e Hybrid Minds                                                                  | 14 de junio de 2011      |
| Immortal, Luciferian, Dark Wisdom y Soulburner                                         | 11 de octubre de 2011    |
| Don Tetto                                                                              | 12 de noviembre de 2011  |
| Mägo de Oz y MaYaN                                                                     | 13 de noviembre de 2011  |
| Megadeth y Anger Rise                                                                  | 23 de noviembre de 2011  |
| Enrique Bunbury                                                                        | 16 de marzo de 2012      |
| Il Volo                                                                                | 15 de abril de 2012      |
| Doctor Krápula, Puerto Candelaria, Nawal, Nepentes, Puerquerama, Eljury y Juan Galeano | 18 de mayo de 2012       |
| Dream Theater y Tom Ambella                                                            | 15 de agosto de 2012     |
| Il Divo                                                                                | 16 de octubre de 2012    |
| Fito Páez                                                                              | 4 de mayo de 2013        |
| Paco de Lucia                                                                          | 24 de octubre de 2013    |
| Big Time Rush                                                                          | 22 de febrero de 2014    |
| Bajofondo                                                                              | 13 de marzo de 2014      |
| Teen Top                                                                               | 17 de agosto de 2014     |
| Zoé y Superlitio                                                                       | 18 de septiembre de 2014 |
| Joaquín Sabina                                                                         | 30 de mayo de 2015       |
| Fito Páez                                                                              | 8 de junio de 2016       |
| Nickelodeon's Kids' Choice Awards                                                      | 10 de septiembre de 2016 |
| Andrés Calamaro                                                                        | 23 de noviembre de 2016  |
| Queens of the Stone Age y Los Makenzy                                                  | 10 de marzo de 2018      |
| Copa Davis 2019                                                                        | 1 y 2 de febrero de 2019 |
| Antonio Orozco                                                                         | 2 de junio de 2019       |
| Karol Sevilla                                                                          | 8 de junio de 2019       |
| Juan de Dios de Pantoja                                                                | 24 de noviembre de 2019  |
| Copa Davis 2020                                                                        | 6 y 7 de marzo de 2020   |
| Naciones MMA 8                                                                         | 22 de julio de 2022      |
| Aterciopelados                                                                         | 22 de abril de 2023      |